# Villers-en-Cauchies
Villers-en-Cauchies é uma comuna francesa na região administrativa de Altos da França, no departamento do Norte. Estende-se por uma área de 8.94 km². Em 2010 a comuna tinha 1 234 habitantes (densidade: 138 hab./km²).